# NFL 2K3
NFL 2K3 es un videojuego de fútbol lanzado en 2002 para PlayStation 2, Xbox y GameCube. Fue desarrollado por Visual Concepts y publicado por Sega. Es el único juego NFL 2K para GameCube. El atleta de portada presenta a Brian Urlacher de los Chicago Bears, convirtiéndose en el primer atleta de portada en la serie NFL 2K además de Randy Moss.

## Recepción
El juego recibió "aclamación universal" en todas las plataformas según el sitio web de agregador de reseñas Metacritic. En Japón, donde se localizó la versión de PlayStation 2 para su lanzamiento el 26 de diciembre de 2002, Famitsu le dio una puntuación de 33 sobre 40.
GameSpot nombró a NFL 2K3 como el mejor juego de Xbox y el segundo mejor juego de PlayStation 2 en agosto de 2002. Ganó los premios anuales "Mejor juego de deportes tradicionales en GameCube" y "Mejor juego de deportes tradicionales en Xbox" de la publicación, y fue finalista en "Mejor juego en línea en Xbox", "Mejor juego en línea en PlayStation 2" y "Juego del año en Xbox".